# القوات الجوية الملكية الدنماركية
القوات الجوية الملكية الدنماركية (بالدنماركية: Flyvevåbnet)‏ هي سلاح الجو الملكي الدنماركي وفرع القوات الجوية من قوات الدفاع الملكية الدنماركية، وهي مسؤولة عن حماية المجال الجوي لمملكة الدنمارك وتقديم الدعم الجوي في ساحة القتال.

## آنظر أيضا
- قوات الدفاع الملكية الدنماركية
- القوات الجوية البيروفية